# Florence Masnada
Florence Masnada (n. 16 decembrie 1968, Vizille, Rhône-Alpes, Franța) este o sportivă ce a reprezentat Franța, medaliată olimpică. A participat la 3 ediții ale Jocurilor Olimpice (1992, 1994, 1998) în care a câștigat două medalii de bronz.